# 소 요시카타
소 요시카타(宗義質, そう よしかた)는 일본 에도 시대 쓰시마 후추번(対馬府中藩)의 제 13대 번주(藩主)이다. 그의 이름 요시카타(義質)는 일본어로 요시타다(よしただ)라고도 읽는다.

## 생애
간세이(寛政) 12년(1800년) 7월 3일, 제12대 번주 ・ 소 요시카쓰(宗義功)의 차남으로 태어났다. 처음에는 아버지의 이름자 한 자를 받아 가쓰시게(功茂, かつしげ)라 하였다. 형의 요절로 쓰시마 후추번의 세자(世子)가 되고, 분카(文化) 8년(1811년)부터 병든 아버지 요시카쓰를 대신해 정무를 대행하였으며, 분카 9년(1812년) 10월 2일, 아버지의 은거로 정식으로 가독(家督)을 이어받고 쓰시마 후추번의 13대 번주가 되었다. 이때 이름을 요시카타(義質)로 바꾼 것이다. 12월에는 종4위하 서위와 함께 시종(侍従) ・ 쓰시마노카미(対馬守)로 임관되었다. 이는 쓰시마 번주가 대대로 맡아오던 관직이었다.
그러나 대조선 교역 수입 감소, 분세이(文政) 6년(1823년)이나 덴포(天保) 2년(1831년)에 있었던 후추(府中)를 휩쓴 대화재로 인해 쓰시마 후추번의 재정은 악화되었다. 또한 가신단 역시 젊은 번주 아래서 주도권을 놓고 다툼을 벌이는 등, 파벌 싸움으로 혼란스러웠다. 분카 14년(1817년) 2만 석이 실질상 가증되고 덴포 8년(1837년) 12월, 역대 번주 가운데 이례적으로 사콘노에노소죠(左近衛少将)로 관위가 승진하였으나, 이듬해(1838년) 8월 9일에 요시카타는 에도(江戸)에서 사망하였다. 향년 39세. 뒤를 이은 것은 장남 ・ 요시아야(義章)였다.
요시카타 사후 가로(家老)인 스기무라 가쓰유키(杉村功如)에 의해 요시카타의 유언이 위조되어 정쟁이 벌어지게 된다.

## 조선과의 관계
요시카타는 분카 8년(1811년)부터 병든 아버지 요시카쓰를 대신해 정무를 대행하였으며, 조선에서 파견된 마지막 조선통신사(朝鮮通信使)를 쓰시마에서 접대하는 임무도 요시카타가 아버지 요시카쓰를 대신해서 행한 것이었다. 조선의 《변례집요》(邊例集要) 제1권 별차왜(別差倭)조에는 요시카쓰가 은거한 이듬해인 순조 13년(1813년) 5월과 7월에 쓰시마 도주의 퇴휴(退休)를 알리는 고지차왜(告知差倭) 및 신임 도주의 승습을 알리는 고경대차왜(告慶大差倭)가 두 달 간격으로 조선으로 파견되었고, 동래부의 요청으로 경접위관 및 차비역관이 파견되었다. 《동문휘고》(同文彙考) 부편속(附編續) 고경(告慶)조에는 조선의 예조참판 및 예조 참의와 동래부사 및 부산진첨사에게 보내는 쓰시마측의 서계와 답서가 기록되어 있다.
순조 22년(1822년) 요시카타의 아들이 태어난 것에 대해 쓰시마측은 조선으로 차왜를 보내 이를 고지하였으며, 조선 조정은 당상 현식(玄烒)과 당하 김동륜(金東倫)을 보내어 문위하고 아울러 치하하였다. 또한 참근교대로 에도를 방문했던 요시카타가 귀국한 것에 대해서 순조 29년(1829년) 당상 최석(崔昔)과 당하 박명철(朴命澈)을 보냈으며, 헌종(憲宗) 4년(1838년) 도주 요시카타와 그의 아들로써 에도에 머무르던 요시아야가 휴가를 얻어 아버지와 함께 쓰시마 섬으로 돌아온 것이 조선에 보고되어, 조선 조정은 당상 이의서(李宜敍)와 당하 최술회(崔述會)를 보내어 치하하고 아울러 문위하도록 하였다.
소 요시카타가 사망하고 5년 뒤 조선의 《경상좌수영계록》(慶尙左水營啓錄)에는 헌종 9년(1843년) 11월 18일 조선측에 관백(쇼군)의 사망과 쓰시마 도주 요시카타의 사망에 대한 조선측의 조위, 신임 도주의 승습 및 쓰시마 귀환을 문위하는 문서가 부산진 첨사 - 경상좌수사를 거쳐 조선의 승정원으로 전달되었다고 되어 있다.

## 요시카타로부터 이름자를 받은 인물
- 나가쓰구 가타나오(暢孫質直) - 요시카타의 친동생으로 형과 마찬가지로 가타나오라는 이름은 다다나오로도 읽는다.